# میتسوبیشی کی-۳۳
میتسوبیشی کی-۳۳ (به انگلیسی: Mitsubishi Ki-33) یک هواپیمای ساختِ کارخانهٔ صنایع سنگین میتسوبیشی در کشور ژاپن است. نخستین استفاده‌کنندهٔ این هواپیما Imperial Japanese Army Air Service بوده‌است. این هواپیما برای نخستین بار در ۱۹۳۶ میلادی مورد استفاده قرار گرفت.